# Аргумент из порекла
Аргумент из порекла је логичка грешка која настаје када се порекло особе која износи тврдњу или чак порекло саме тврдње користи као доказ за валидност или неистиност те тврдње. Када се као доказ против аргумента користи порекло особе која га износи, онда је реч о верзији логичке грешке аргумент против човека, јер се аргумент базира на претпостављеним негативним представама о саговорнику. Назив је добила из књиге Логика и научни метод коју су 1934. године написали Морис Коен и Ернест Нагел.
Порекло може бити географско или историјско, али се исто тако може односити и на одређени извор - књигу или особу од ауторитета. Тада је ова заблуда верзија логичке грешке позивање на ауторитет.
Проблем са овом логичког грешком је то што порекло, било историјско, географско или особе, није важно и скроз је небитно када је у питању валидност неке тврдње.

## Примери
- Одвојеност државе и цркве није наш принцип, већ потиче из комунистичких држава попут Русије и Кине. Нећемо ваљда стварно да поштујемо принципе створене у овим државама?

Иако је било доста лоших збивања и пракси у комунистичким земљама, то не значи да је свака одлика комунизма лоша.
- Нећеш ваљда стварно да носиш бурму? Зар не знаш да је бурма у давна времена била симбол окова који је жену спречавао да побегне од мужа? Нисам очекивала од те тако дрско подржаваш сексизам!

Неки људи носе, неки не носе бурму, али њено ношење нема везе са првобитним значајем. Симболи предмета попут бурме су се променили временом, те ова теза више није валидна.
- Еугеника је настала у нацистичкој Немачкој за време Другог светског рата и зато је то изузетно лоша и зла идеја!

Еугеника је настала раније и јесте ужасна идеја али је ово ипак логичка грешка, јер порекло нечега није валидан аргумент. Многе добре ствари су настале у Немачкој током Другог светског рата, попут ракета које су касније спустиле човека на Месец.